# DTH・ファン・デル・メルヴァ
ダニエル・タイリフェール・ハウマン・"DTH"・ファン・デル・メルヴァ （Daniel Tailliferre Hauman "DTH" van der Merwe、1986年4月28日 - ）は、メジャーリーグラグビー、LAギルティニスに所属するラグビー選手。

## プロフィール
- 南アフリカ・ウースター出身[1]。
- ポジションはウィング(WTB)、センター(CTB)、フルバック(FB)。
- 身長 183cm、体重 98kg
- カナダ代表キャップは61（2021年2月現在）。
- 2007年・2011年・2015年・2019年W杯のカナダ代表に選ばれた[2]。

## 略歴
5歳からラグビーを始めた。
17歳の時に家族でカナダに移住。
サラセンズ、グラスゴー・ウォリアーズ、スカーレッツ、ニューカッスル・ファルコンズを経て、2018年、グラスゴー・ウォリアーズに復帰。
2020年、LAギルティニスに加入。